# Callopistria consentanea
Callopistria consentanea är en fjärilsart som beskrevs av Walker 1864. Callopistria consentanea ingår i släktet Callopistria och familjen nattflyn. Inga underarter finns listade i Catalogue of Life.